# Marco Polo (televíziós sorozat)
A Marco Polo egy a RAI és az NBC által készített 1982-es, világsztárokat felvonultató koprodukciós televíziós sorozat, a genovai Giuliano Montaldo rendezte Ennio Morricone zenéjével. Változattól függően mintegy 500-550 perc (utóbbi a teljes, rendezői változat) hosszú. A legtöbb helyen, így Magyarországon is (az első részt 1984. július 1-jén) 8 részben mutatták be kedvező fogadtatással. A rendezői koncepcióban 2 hosszabb szélső és 2 középső rész szerepel.
A sorozat nem tartalmazza a teljes "Il milione"-ban lévő összes fordulatot, de a népek közötti együttműködést hangsúlyozza.

## A cselekmény összefoglalója
A történetet az eredetinek megfelelően a genovai börtönben Rustichello meséli el.
Marco 16 éves és nagyon vágyik úti élményekre, mivel kellemetlen helyzetbe kerül, apja és nagybátyja kénytelenek magukkal vinni a levantei Akkóba, amely ekkor egy római katolikus püspök, a későbbi X. Gergely vezetése alatt áll, aki a testvérekkel együtt továbbküldi Marcót is Kubiláj kánhoz. A vándorok rendkívüli kalandok során, 3,5 év alatt jutnak el Kubilájhoz, legfőbb megpróbáltatásuk a sok háború, egyetlen társuk, Jacopo marad életben.
Marco örök fiatalként közel két évtized alatt rengeteg hasznos technikai és egyéb ismeretet tanul a Mongol Birodalomtól, a világ sok szempontból akkor legfejlettebb államából, csillaga magasra emelkedik, és meg is kapja a kán megbízatását, hogy hasznos és pozitív diplomáciai kapcsolatokat létesítsen a Nyugattal.
Az új tudás hírnökei bíznak abban, hogy hatalmas erőfeszítéseik az olyan találmányok bemutatására, mint például a nyomtatott papírpénzek, az iránytű vagy a postahálózat nem vesznek kárba, hanem Velencén, Genován és más itáliai városokon át hamarosan óriási fejlődést indítanak el a Nyugaton...

## Főbb szereplők, sztárok
| Színész            | Szerep              | Magyar hang     |
| ------------------ | ------------------- | --------------- |
| Kenneth Marshall   | Marco Polo          | Csernák János   |
| Denholm Elliott    | Niccolò Polo        | Kristóf Tibor   |
| David Warner       | Rustichello da Pisa | Fülöp Zsigmond  |
| Burt Lancaster     | X. Gergely pápa     |                 |
| John Gielgud       | A velencei dózse    | Tyll Attila     |
| F. Murray Abraham  | Jacopo              |                 |
| Anne Bancroft      | Marco anyja         | Dallos Szilvia  |
| Ian McShane        | Ali Ben Yussouf     |                 |
| Leonard Nimoy      | Achmet              |                 |
| Mario Adorf        | Giovanni            | Vajda László    |
| Alexander Picolo   | Marco gyerekként    | Dévai Balázs    |
| John Houseman      | A gradói pátriárka  | Benkő Gyula     |
| Sada Thompson      | Flóra néni          | Győri Ilona     |
| Riccardo Cucciolla | Zane bácsi          | Makay Sándor    |
| Georgia Slowe      | Caterina            | Málnai Zsuzsa   |
| Tony Vogel         | Matteo Polo         | Gáti Oszkár     |
| Marilù Tolo        | Donna Fiammetta     | Földessy Margit |
| Gino Santercole    | Giuseppe            | Helyey László   |
| Bruno Zanin        | Giulio              | Rátóti Zoltán   |
| Roberto Miracco    | Bartolomeo          | Józsa Imre      |
| Jack Watson        | Öreg tengerész      | Hadics László   |

## Díjak
A sorozat 2 Emmy-díjat nyert elsősorban a Kínában forgatott jelenetekben látható különleges jelmezekért, amelyek 3 évig készültek.

## Különlegességek
- Helyszínek: A filmet távol-keleti részeit eredeti helyszínen, Kínában forgatták az olasz és a marokkói helyszínek mellett igen jelentős díszletépítés mellett, amelynek a költségeihez a Kínai Népköztársaság is hozzájárult.
- Mivel a sorozat minőségi 35 milliméteres technikával készült moziban is nézhető, Kínában moziban is vetítették.
- Az eredeti főszereplő Mandy Patinkin lett volna, de a forgatás megkezdése után kiderült, hogy nem bír el a szereppel, Kenneth Marshall beugróként remekük végezte el a feladatot, mint az amerikai, mind az európai nézők szerették.
- A vezérhangon mindenki angolul beszél, Kubiláj szerepét is majdnem egy világsztárnak, Mifune Tisirónak sikerült adni, aki az 1980-as Shōgun minisorozat után már nem csak európai értelmiségiek, hanem az egyszerű amerikaiak számára is ismert volt.